# 伊本·泰米葉
伊本·泰米葉（阿拉伯语：ابن تيمية，1263年1月22日—1328年9月26日），本名塔基丁·艾哈邁德·本·阿卜杜哈利姆·本·阿卜杜薩利姆·努邁爾·哈蘭尼（阿拉伯语：تَقِيُّ الدِّينِ أَبُو الْعَبَّاسِ أَحْمَدُ بْنُ عَبْدِ الْحَلِيمِ بْنِ عَبْدِ السَّلَامِ النُّمَيْرِيُّ الْحَرَّانِيُّ），是一個爭議性的伊斯蘭黃金時代遜尼派神學家、法学家、邏輯學家及原教旨主義家。伊本·泰米葉是艾哈迈德·伊本·罕百里創立的伊斯蘭教法學罕百里中的一員，也是阿卜杜勒·卡迪尔·吉拉尼（12世紀蘇非主義者及瓦利）創立的蘇非主義塔里卡卡迪里耶中的一員。伊本·泰米葉對於當時遜尼派廣為接受的教義，例如tawassul（聖人的代禱）及對ziyarat（伊斯蘭教的聖者墓）的敬拜等，採取了有爭議的，反傳統的觀點，这也讓他在當時宗教學者的正統中很不受歡迎，他一生中也因為這些原因數次下監。著名旅行家伊本·白图泰评价泰米叶时说他儘管能進行學者式的討論但“脑子有问题”。
尽管在其生活的时代以及后世都被看做一个小角色，泰米叶在当代已经成为最重要的中世纪伊斯兰学者之一。他对古兰经、圣行的独特解读、对伊斯兰教一些传统的反对影响了瓦哈比派、萨拉菲运动以及圣战者们。